# Spinnmilben
Die Spinnmilben (Tetranychidae) sind eine ca. 1.200 Arten umfassende Familie der Unterordnung Prostigmata innerhalb der Unterklasse der Milben. Spinnmilben leben im Allgemeinen an der Unterseite von Pflanzenblättern, wo sie feine Netze zu ihrem Schutz spinnen und sich von Pflanzensaft ernähren. Da sie zur Nahrungsaufnahme die Epidermiszellen der Blätter punktieren, können sie die Pflanze schädigen. Es sind Spinnmilben zu mehreren hundert Pflanzenarten bekannt.
Spinnmilben kommen weltweit vor. Einige Spinnmilbenarten sind Schädlinge von enormer wirtschaftlicher Bedeutung, wie etwa die Rote Spinne (Panonychus ulmi), die Gemeine Spinnmilbe (Tetranychus urticae) oder die Lindenspinnmilbe (Eotetranychus tiliarum).

## Merkmale

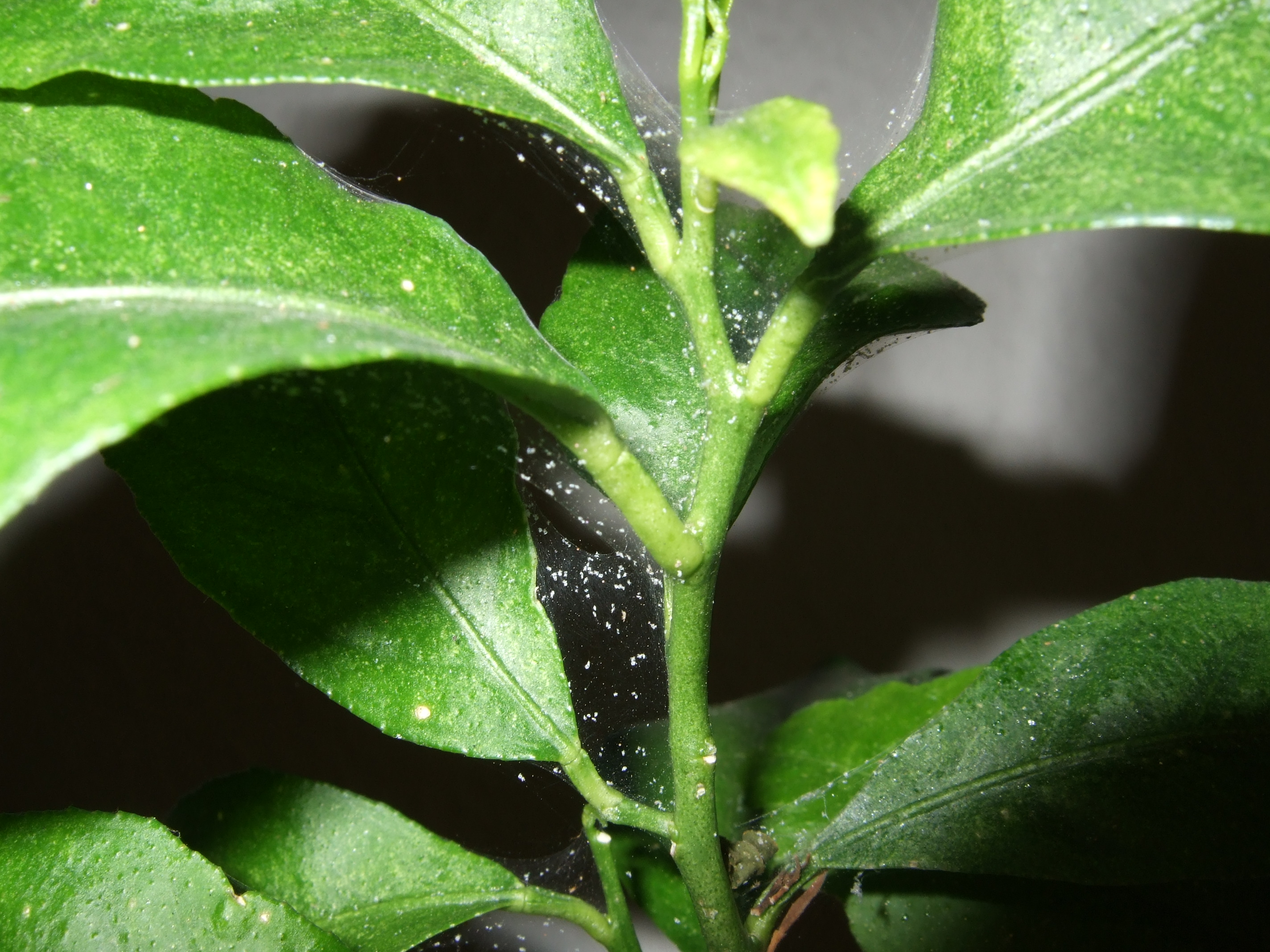
Spinnmilben an einer Pflanze

Spinnmilben haben eine mehr oder weniger ausgeprägte birnenförmige Gestalt und erreichen eine Körperlänge von 0,25 bis 0,8 mm. Sie sind gelblich, grünlich, orange oder rot gefärbt. Das vierte Glied des Pedipalpus trägt einen klauenartigen Anhang und auf dem Idiosoma finden sich höchstens 16 Haarpaare. Die Larven sind mit drei Beinpaaren ausgestattet, die Nymphen und die sich nach zwei, gelegentlich drei Stadien entwickelnden Imagines haben hingegen vier Beinpaare.
Die im Deutschen namengebende Fähigkeit, einen Spinnfaden zu erzeugen, findet sich nur in der Unterfamilie der Tetranychinae und wird dort durch eine große, einzellige Drüse an der Pedipalpenspitze vermittelt, deren Sekret mit einer hohlen Borste an jedem der Pedipalpen zu einem Doppelfaden versponnen wird.

## Innere Systematik
Die Familie umfasst die folgenden Unterfamilien, Triben und Gattungen:
- Unterfamilie Bryobinae Berlese

- - Tribus Bryobini Reck
    - Gattung Bryobia Koch
      - darin die Rote Stachelbeermilbe (Bryobia ribis) und die Amerikanische Wiesenmilbe (Bryobia pratensis)

    - Gattung Bryobiella Tuttle & Baker
    - Gattung Eremobryobia Strunkova & Mitrofanov
    - Gattung Hemibryobia Tuttle & Baker
    - Gattung Marainobia Meyer
    - Gattung Mezranobia Athias-Henriot
    - Gattung Neoschizonobiella Tseng
    - Gattung Pseudobryobia McGregor
    - Gattung Sinobryobia Ma et al.
    - Gattung Strunkobia Livshitz & Mitrofanov
    - Gattung Toronobia Meyer

- - Tribus Hystrichonychini Pritchard & Baker
    - Gattung Afronobia Meyer
    - Gattung Aplonobia Womersley
    - Gattung Beerella Wainstein
    - Gattung Bryocopsis Meyer
    - Gattung Dolichonobia Meyer
    - Gattung Hystrichonychus McGregor
    - Gattung Magdalena Baker & Tuttle
    - Gattung Mesobryobia Wainstein
    - Gattung Monoceronychus McGregor
    - Gattung Notonychus Davis
    - Gattung Parapetrobia Meyer & Rykev
    - Gattung Paraplonobia Wainstein
    - Gattung Peltanobia Meyer
    - Gattung Porcupinychus Anwarullah
    - Gattung Tauriobia Livshitz & Mitrofanov
    - Gattung Tetranychopsis Canestrini

- - Tribus Petrobiini Reck
    - Gattung Dasyobia Strunkova
    - Gattung Edella Meyer
    - Gattung Lindquistiella Mitrofanov
    - Gattung Neotrichobia Tuttle & Baker
    - Gattung Petrobia Murray
    - Gattung Schizonobia Womersley
    - Gattung Schizonobiella Beer & Lang

- Unterfamilie Tetranychinae Berlese

- - Tribus Eurytetranychini Reck
    - Gattung Anatetranychus Womersley
    - Gattung Atetranychus Tuttle et al.
    - Gattung Aponychus Rimando
    - Gattung Duplanychus Meyer
    - Gattung Eurytetranychoides Reck
    - Gattung Eurytetranychus Oudemans
    - Gattung Eutetranychus Banks
    - Gattung Meyernychus Mitrofanov
    - Gattung Paraponychus Gonzalez & Flechtmann
    - Gattung Sinotetranychus Ma & Yuan
    - Gattung Synonychus Miller

- - Tribus Tenuipalpoidini Pritchard & Baker
    - Gattung Crotonella Tuttle et al.
    - Gattung Eonychus Gutierrez
    - Gattung Tenuipalpoides Reck & Bagdasarian
    - Gattung Tenuipalponychus Channabasavanna & Lakkundi

- - Tribus Tetranychini Reck
    - Gattung Acanthonychus Wang
    - Gattung Allonychus Pritchard & Baker
    - Gattung Amphitetranychus Oudemans
    - Gattung Atrichoproctus Flechtmann
    - Gattung Brevinychus Meyer
    - Gattung Eotetranychus Oudemans
      - darin die Lindenspinnmilbe (Eotetranychus tiliarum)

    - Gattung Evertella Meyer
    - Gattung Hellenychus Gutierrez
    - Gattung Mixonychus Meyer & Ryke
    - Gattung Mononychellus Wainstein
    - Gattung Neotetranychus Trägårdh
    - Gattung Oligonychus Berlese
    - Gattung Palmanychus Baker & Tuttle
    - Gattung Panonychus Yokoyama
      - darin die Rote Spinne (Panonychus ulmi)

    - Gattung Platytetranychus Oudemans
    - Gattung Schizotetranychus Trägårdh
    - Gattung Sonotetranychus Tuttle et al.
    - Gattung Tetranychus Dufour
      - darin die Gemeine Spinnmilbe (Tetranychus urticae) und die Weißdornspinnmilbe (Tetranychus viennensis)

    - Gattung Xinella Ma & Wang
    - Gattung Yezonychus Ehara
    - Gattung Yunonychus Ma & Gao